# Приморская группа диалектов
Примо́рская гру́ппа диале́ктов (также приморская диалектная зона, приморские диалекты; словен. primorska narečna skupina) — одна из семи основных диалектных групп словенского языка. Область распространения — исторические регионы Словенское Приморье и частично Внутренняя Крайна — западные районы Словении и приграничные с ними районы северо-восточной Италии. Включает девять диалектов: резьянский, присочский (обсошский), терский, надижский и другие. Носители диалектов — представители субэтнических групп нотраньцев (одной из групп краинцев), бенешских словенцев, резьян, крашевцев, горичан и других.
К особенностям приморских диалектов относят дифтонгизацию *ě > ie и o > uo; наличие политонического ударения в северном ареале и динамического — в южном; сохранение в некоторых диалектах категории двойственного числа и т. д.
В ареале приморской группы диалектов формируется приморский разговорный язык, представляющий собой региональное наддиалектное образование, с вариантами в городах Нова-Горица, Триест, Копер и Постойна. Также на базе приморских диалектов сформированы региональные литературные языки в Италии — резьянский и венецианско-словенский.

## Классификация
Группу приморских диалектов составляют:
- резьянский диалект;
- присочский (обсошский) диалект;
- терский диалект;
- надижский диалект;
- брдинский (брдский, бришский) диалект;
- нотраньский диалект;
- красский диалект:
  - баньшицкие (баньшские) говоры;
- истрийский диалект:
  - рижанские говоры;
  - шавринские говоры;
- чишский диалект.

## Область распространения
Ареал приморских диалектов размещён в крайне западной и юго-западной частях области распространения словенского языка на территории исторической области Словенское Приморье и частично на территории исторической области Внутренняя Крайна. Данный ареал охватывает пограничные районы двух стран — Словении и Италии. В Италии, на западе области Фриули — Венеция-Джулия размещены ареалы резьянского, терского и надижского диалектов. В Словении размещены ареалы присочского (обсошского), брдинского, красского, нотраньского, истрийского и чишского диалектов. Незначительные части ареалов красского, нотраньского и истрийского диалектов находятся в Италии, небольшая крайне восточная часть ареала терского диалекта размещена в Словении.
С севера к области распространения приморских диалектов примыкают ареалы фриульского языка, зильского диалекта словенской каринтийской группы и отчасти ареал говоров южнобаварского диалекта немецкого языка. На западе приморский ареал граничит с ареалом фриульского языка, на юго-западе — с ареалом венетского языка (зачастую словенские приморские говоры распространены чересполосно с фриульскими и венетскими). На юге приморский ареал соседствует с областью распространения чакавского наречия, на юго-востоке — с ареалом словенских доленьских диалектов, на востоке — с ареалом ровтарских диалектов, на северо-востоке — с ареалом гореньских диалектов.

## Диалектные особенности
Основные языковые особенности резьяньского диалекта, частично известные и в диалектах венецианской группы (терском, надижском и брдинском), а также в красском и истрийском диалектах:
1. Переход *ě > i или e: lis «дерево», но z leso «с дерева».
2. Наличие гласных e и a на месте редуцированных ъ и ь: den/dín «день» (литер. словен. dan).
3. Развитие звонкого фрикативного согласного ɣ на месте смычного взрывного g и глухого фрикативного h: ɣlawa/ɣlava «голова»; ɣliv «хлев».
4. Наличие -n на месте конечного -m.
5. Сохранение согласных n’, ć (< tj).
6. Оглушение звонких согласных в позиции конца слова.
7. Сохранение остатков форм двойственного числа: midwa «мы оба/двое» (именительный падеж); nájo «нас обоих/двух» (винительный падеж).
8. Сохранение форм имперфекта.
9. Образование форм будущего времени с помощью вспомогательного глагола ćon «хочу» и инфинитива.
10. Наличие заимствованной лексики из фриульского и немецкого языков.
11. Сохранение архаичной лексики типа kun’ad «муж сестры»; kun’ada «сестра мужа»; n’eča «племянница, внучка» и т. д.